# Надеждин (хутор)
Надеждин — хутор в Ленинском районе Волгоградской области России. Входит в состав Коммунаровского сельского поселения.

## География
Хутор находится в юго-восточной части Волгоградской области, в степной зоне, на расстоянии примерно 9 километров (по прямой) к северу от города Ленинск, административного центра района. Абсолютная высота — 17 метров над уровнем моря.

Климат классифицируется как влажный континентальный с тёплым летом (согласно классификации климатов Кёппена — Dfa).
Часовой пояс
Хутор Надеждин, как и вся Волгоградская область, находится в часовой зоне МСК (московское время). Смещение применяемого времени относительно UTC составляет +3:00.

## Население
| 2010 |
| ---- |
| 61   |

Гендерный состав
По данным Всероссийской переписи населения 2010 года в гендерной структуре населения мужчины составляли 59 %, женщины — соответственно 41 %.
Национальный состав
Согласно результатам переписи 2002 года, в национальной структуре населения чеченцы составляли 70 %.

## Улицы
Уличная сеть хутора состоит из трёх улиц.